# Getreidekasten beim Gasch

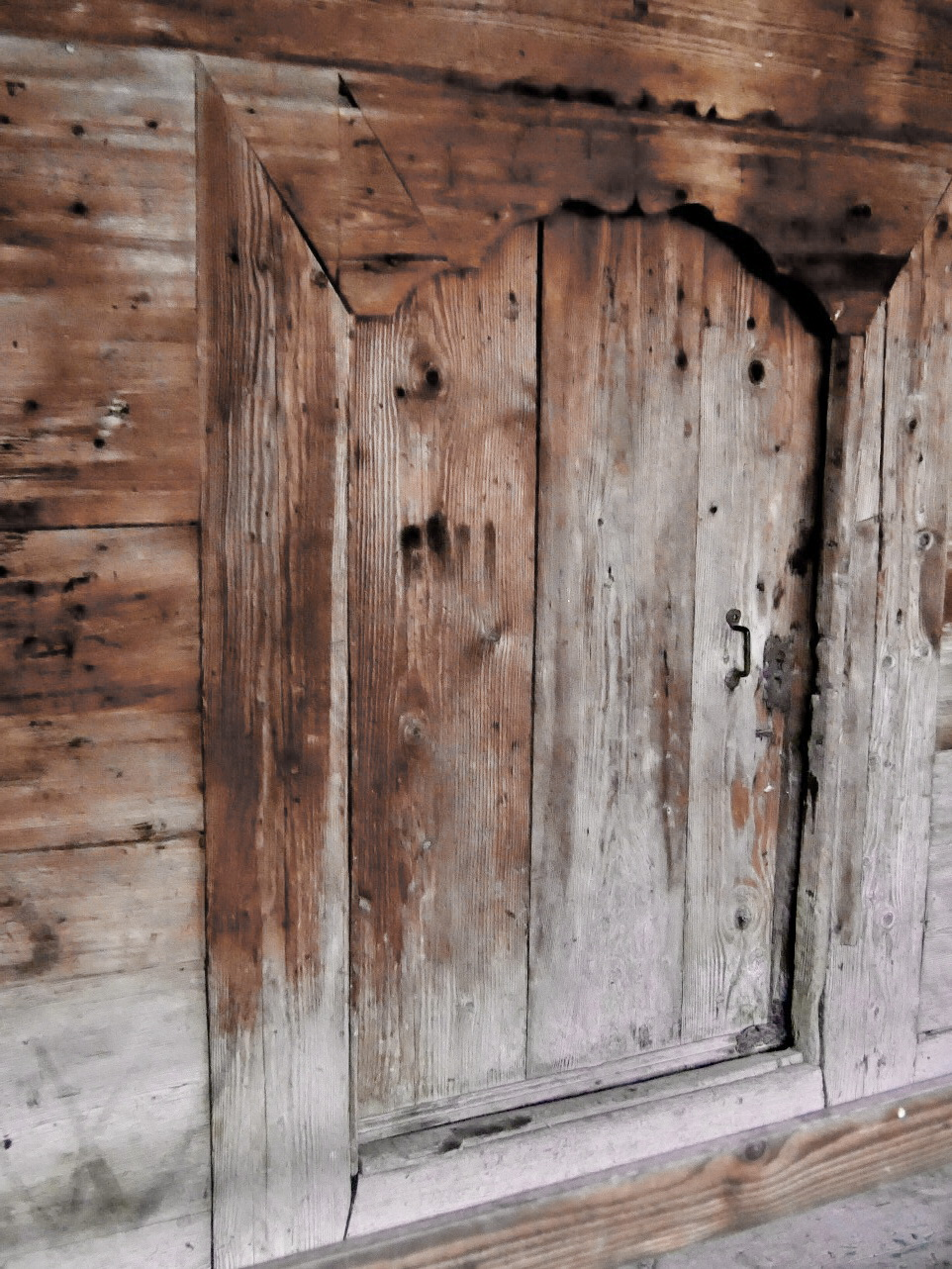
Tür des Getreidekastens

Der Getreidekasten beim Gasch in Urspring, einem Gemeindeteil der oberbayerischen Gemeinde Steingaden im Landkreis Weilheim-Schongau, wurde 1615 errichtet. Der ehemalige Getreidespeicher an der Kirchenstraße 34, zugehörig zum Bauernhaus Beim Gasch, ist ein geschütztes Baudenkmal.
Der eingeschossige Bau ist mit der Jahreszahl 1615 bezeichnet. Im 18./19. Jahrhundert wurde der Überbau errichtet.